# Синьокоремна отровна жаба
Синьокоремната отровна жаба (Hyloxalus azureiventris) е вид отровна жаба. Той е ендемичен за Перу и е известен от долната източна част на Андите в горния басейн на Амазонка в района на Сан Мартин.

## Местообитание и екология
Местообитанието на вида е предимно низинните тропически гори, както и вътрешните влажни зони на Перу. Малко се знае за приспособимостта на вида към модифицирани местообитания. Небесносинята отровна жаба снася яйцата си под листни отпадъци, открити в нейното местообитание. След това ларвите се транспортират до малки потоци, за да се излюпят.

## Таксономия
Видът е поставян в множество родове, включително в нов род Cryptophyllobates, създаден за него. Въпреки това, сега е поставен в Hyloxalus с аргумента, че макар Hyloxalus azureiventris да представлява отделен клон в рамките на Hyloxalus, официалното му признаване би направило останалата част от Hyloxalus парафилетична.

## Описание
Основната му отличителна черта са дорзолатералните ивици, които се спускат по гърба и завършват на задната част.

## Природозащитен статус и заплахи
Поради намаляващата популация на синьокоремните отровни жаби, видът е класифициран като застрашен от IUCN. Основната заплаха за вида е загубата на местообитания в резултат на човешкото жилищно и търговско развитие.